# Estadio municipal de Aveiro
El Estadio Municipal de Aveiro (en portugués: Estádio Municipal de Aveiro) se encuentra localizado en la ciudad de Aveiro (Portugal), y es donde juega sus partidos el equipo de fútbol de la ciudad, el Sport Clube Beira-Mar. Fue diseñado por el arquitecto portugués Tomás Taveira y se inauguró el 15 de noviembre de 2003 con un partido amistoso que enfrentó a las selecciones nacionales de Portugal y Grecia. Fue uno de los 10 estadios empleados durante la celebración de la Eurocopa 2004.
Cuenta con 19 bares, 2 restaurantes, 1 auditorio, 6 puestos de primeros auxilios, 4 balnearios, 4 gimnasios y varias tiendas en sus instalaciones.

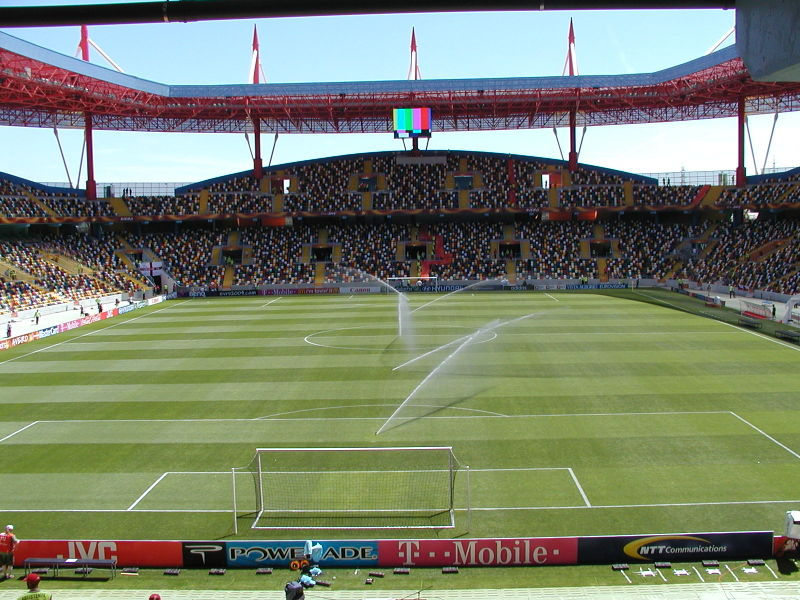
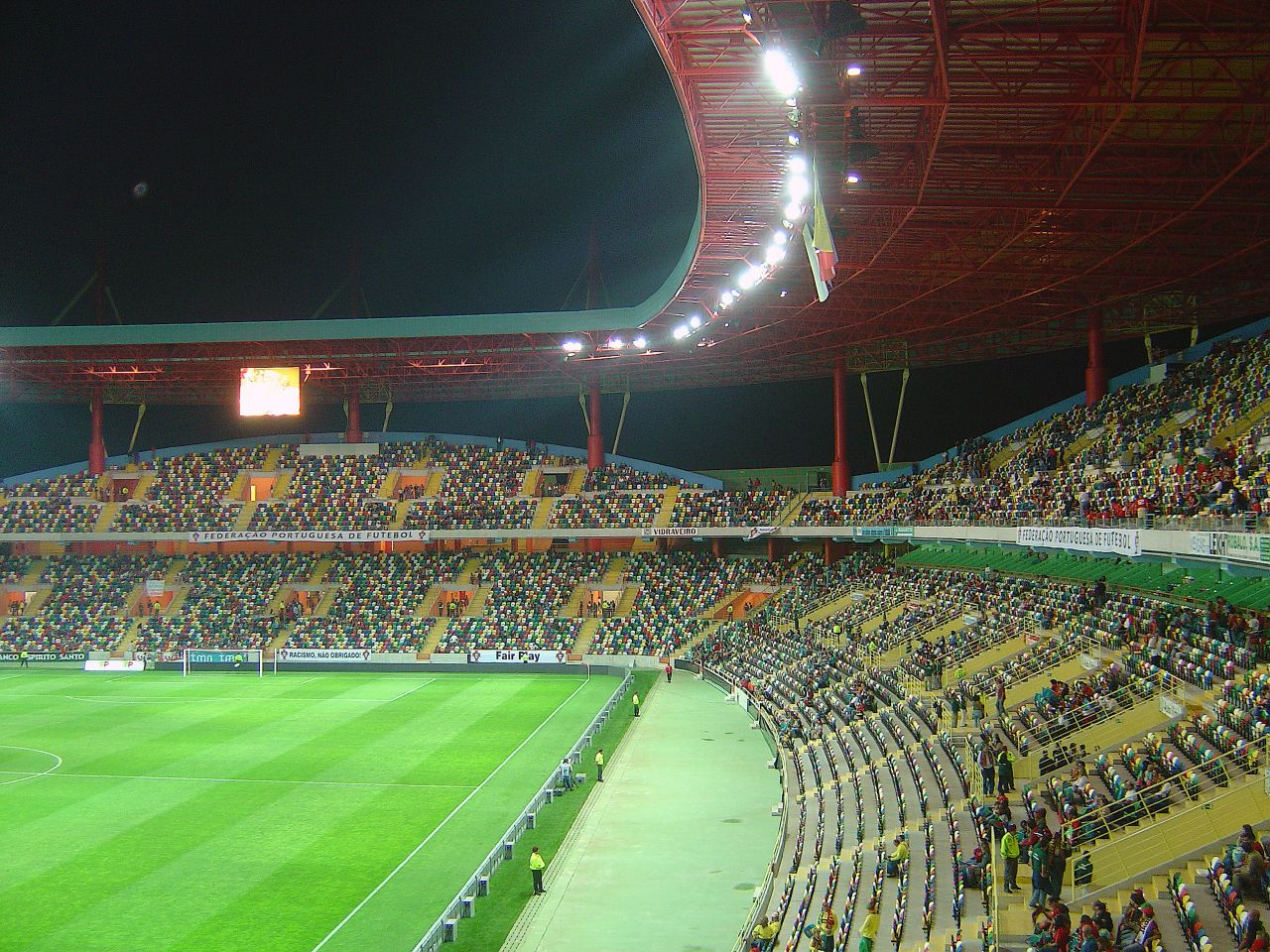
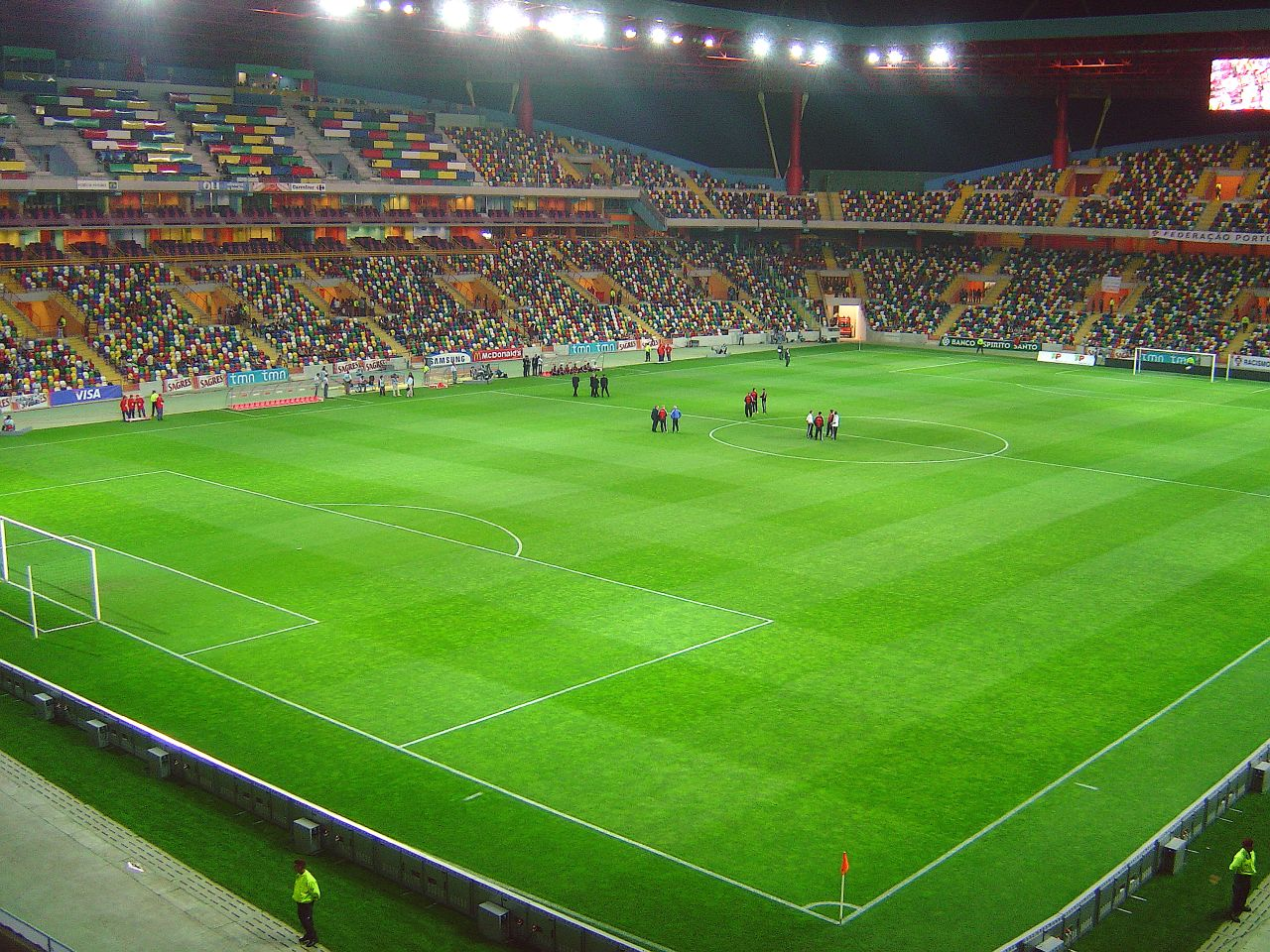